# Уден, Мелани
Мелани Уден (фр. Melanie Oudin; родилась 23 сентября 1991 года в Мариетте, США) — американская теннисистка французского происхождения; победительница одного турнира Большого шлема в смешанном парном разряде (US Open-2011); победительница одного турнира WTA в одиночном разряде; двукратная финалистка Кубка Федерации (2009-10) в составе национальной сборной США; четвертьфиналистка 1 турнира Большого шлема в одиночном разряде (US Open-2009); победительница парного турнира Orange Bowl-2007; финалистка одиночного турнира Orange Bowl-2007; полуфиналистка одного юниорского турнира Большого шлема в одиночном разряде (US Open-2007); бывшая вторая ракетка мира в юниорском рейтинге.

## Общая информация
Мелани — одна из трёх дочерей Лесли и Джона Уденов; её сестёр зовут Кристина и Кэтрин (близнец Мелани).
Американка впервые попробовала себя в теннисе в семь лет при содействии бабушки. Лучший удар — форхенд, любимое покрытие — хард.

## Спортивная карьера
Юниорские годы
Уден весьма успешно выступала в юниорские годы. За несколько лет в старшем туре среди своих сверстниц Мелани настолько отшлифовала свою игру, что в 2007 году смогла сначала стать абсолютной чемпионкой Нового Света, а затем сыграть во всех четырёх финалах престижной осенней связки турниров в Брейдентоне и Ки-Бискейне, выиграв по титулу на каждом из них. Через год была предпринята попытка выиграть какой-нибудь титул на соревнованиях Большого шлема и возглавить рейтинг, однако пиковым результатом стал одиночный полуфинал на US Open, проигранный венесуэлке Габриэле Пас и вторая строчка в квалификации, занятая в апреле.
Начало взрослой карьеры
C развитием карьеры в юниорском туре Уден стала периодически играть и соревнованиях среди взрослых, впервые проведя матч на подобном уровне в марте 2006 года — на хардовой серии турниров USTA. Уровень соперниц позволил одержать первую победу на этом уровне лишь на третьем соревновании. Постепенно Мелани наращивала качество своих результатов и к августу следующего американка смогла убедить руководство национальной федерации предоставить ей шанс сыграть в квалификации домашнего турнира Большого шлема, где ей удаётся впервые обыграть действующего игрока Top200 одиночного рейтинга, взяв верх над японкой Аюми Моритой. Весной следующего года результаты ещё больше нарастают: на хардовом 25-тысячнике в Форт-Уолтон-Бич Уден выигрывает семь матчей подряд, пробиваясь из отбора в титульный матч, где Барбора Заглавова-Стрыцова сломила её сопротивление лишь на тай-брейке решающего сета.
Накапливаемый опыт позволяет постепенно и дальше повышать качество результатов: в июле Мелани становиться чемпионкой 50-тысячника в Лексингтоне, переиграв в одиночном финале Карли Галликсон, а в паре (вместе с Линдсей Ли-Уотерс) уступив альянсу Чжань Цзиньвэй / Кимберли Куц. В августе она уже получает шанс сыграть во всех трёх основных сетках US Open. Следом Уден результативно играет на серии американских 50-тысячников, заработав два полуфинала, а завершает сезон на турнире WTA в Квебеке, где одерживает свою первую победу над игроком Top30 (у Сибиль Баммер) и выходит в четвертьфинал. Серия успехов сезона-2008 позволяет начать следующий год с квалификации Australian Open, которую Мелани успешно проходит. Следующие несколько месяцев проходят в локальных успехах, а на пик формы американка выходит к апрельской серии соревнований на зелёном грунте, когда пробивается в третий круг на турнире в Чарлстоне и выигрывает два титула на 50-тысячниках.
Европейский грунтовый сезон проходит без особых результатов, а на травяном отрезке Уден совершает заметный качественный скачок в результатах: на Уимблдоне она прорывается из отбора в четвёртый раунд основы, переиграв двух игроков Top30 и уступив в равной борьбе третьему, Агнешке Радваньской. В июле-августе результаты вновь сходят на обычный уровень, но на домашнем турнире Большого шлема Мелани вновь оказывается в центре внимания: переиграв четырёх представительниц России (самой сильной из которых являлась четвёртая ракетка мира Елена Дементьева), она выходит в свой дебютный четвертьфинал на таких соревнованиях. Ряд успехов года был также дополнен двумя дебютами: в апреле Уден впервые сыграла за команду США в Кубке Федерации, а в январе следующего года — за американскую сборную в Кубке Хопмана.
Развитие серии хороших результатов следует и в начале 2010 года: американка играет в полуфинале зального турнира в Париже в одиночном разряде, выходит в аналогичную стадию на турнире в Мемфисе в паре. В феврале и апреле, при её активном участии, команда США обыгрывает сборные Франции и России и выходит во второй подряд финал Кубка Федерации. Добыв весной на американских грунтовых турнирах два четвертьфинала, Уден к апрелю занимает пиковую позицию в одиночном рейтинге, поднимаясь на 31-ю строчку. Периодические яркие всплески, впрочем, так и не переросли в дальнейший прогресс, и Мелани стала опускаться в рейтинге, вылетев к концу года из Top60. Самым крупным успехом второй половины сезона стал финал на 75-тысячнике в Финиксе, где американка сыграла в ноябре, после игр за сборную.
2011-14
В 2011-м году регресс продолжается: победы в матчах с игроками любого уровня становятся всё большей редкостью, и Уден к концу года проваливается на 139-ю строчку в одиночной классификации. Неудачи в одном разряде отчасти скрашиваются успехами в парном: вместе с Чжан Шуай американка играет в полуфинале приза в Страсбурге, позже добывает ещё пару финалов на средних турнирах ITF; а пиком активности в соревнованиях дуэтов становиться US Open, где выданная без особых надежд национальной ассоциацией карта в соревнование смешанных пар Мелани и Джеку Соку реализуется парой юных теннисистов в титул, попутно обыграв альянсы Боб Брайан / Лизель Хубер и Хисела Дулко / Эдуардо Шванк.
Через год Уден удаётся несколько улучшить свои результаты и вернуться в первую сотню одиночного рейтинга, пусть и не на пиковые позиции. В апреле она выигрывает свой первый за три года титул — на 50-тысячнике в рамках весенней американской серии; через несколько недель выигрывает свой первый матч в основной сетке Roland Garros. а затем — в июне — выигрывает и свой дебютный титул WTA: в паузах между дождём оказавшись сильнее прочих на призе в Бирмингеме, переиграв в финале Елену Янкович. Локальные стабильные успехи в оставшийся отрезок сезона позволяют вернуться в первую сотню рейтинга и закрепиться там. Впрочем 2013-й год вновь оказался весьма проблемным, а когда длительные безвыигрышные серии сменились хоть какими-то стабильно хорошими результатами, американка вынуждена была на четыре месяца покинуть протур, лечась от рабдомиолизного синдрома.
Сборная и национальные турниры
Мелани стала частью постепенного омоложения состава сборной США в 2009 году, предпринятого новым капитаном американской команды Мэри-Джо Фернандес. Те игры с составом дали локальный успехи: Уден, Алекса Глатч и Бетани Маттек-Сандс при благоприятной сетке два года подряд вытаскивали сборную в финал турнира, но дважды не смогли ничего поделать там с командой Италии.

## Рейтинг на конец года в одиночном разряде
- 2013 — 127
- 2012 — 84
- 2011 — 139
- 2010 — 65
- 2009 — 49
- 2008 — 177
- 2007 — 373

## Выступления на турнирах

### Финалы турнировWTAв одиночном разряде (1)

#### Победы (1)
| Легенда:                    |
| --------------------------- |
| Турниры Большого Шлема (0)  |
| Олимпиада (0)               |
| Итоговый чемпионат года (0) |
| Premier Mandatory (0)       |
| Premier 5 (0)               |
| Premier (0)                 |
| International (1)           |

| Титулы по покрытиям | Титулы по месту проведения матчей турнира |
| ------------------- | ----------------------------------------- |
| Хард (0)            | Зал (0)                                   |
| Грунт (0)           | Зал (0)                                   |
| Трава (1)           | Открытый воздух (1)                       |
| Ковёр (0)           | Открытый воздух (1)                       |

| №  | Дата         | Турнир                    | Покрытие | Соперница в финале | Счёт    |
| 1. | 18 июня 2012 | Бирмингем, Великобритания | Трава    | Елена Янкович      | 6-4 6-2 |

### Финалы турнировITFв одиночном разряде (9)

#### Победы (6)
| Легенда:         |
| ---------------- |
| 100.000 USD (0)  |
| 75.000 USD (0+1) |
| 50.000 USD (6)   |
| 25.000 USD (0)   |
| 10.000 USD (0)   |

| Титулы по покрытиям | Титулы по месту проведения матчей турнира |
| ------------------- | ----------------------------------------- |
| Хард (3+1)          | Зал (0)                                   |
| Грунт (3)           | Зал (0)                                   |
| Трава (0)           | Открытый воздух (6+1)                     |
| Ковёр (0)           | Открытый воздух (6+1)                     |

| №  | Дата             | Турнир                 | Покрытие | Соперница в финале   | Счёт           |
| 1. | 21 июля 2008     | Лексингтон, США        | Хард     | Карли Галликсон      | 6-4 6-2        |
| 2. | 4 мая 2009       | Индиан-Харбор-Бич, США | Грунт    | Лаура Зигемунд       | 7-5 5-7 6-2    |
| 3. | 11 мая 2009      | Роли, США              | Грунт    | Линдсей Ли-Уотерс    | 6-1 2-6 6-4    |
| 4. | 29 апреля 2012   | Шарлоттсвилл, США      | Грунт    | Ирина Фалькони       | 7-6(0) 3-6 6-1 |
| 5. | 4 ноября 2012    | Нью-Браунфелс, США     | Хард     | Мариана Дуке-Мариньо | 6-1 6-1        |
| 6. | 29 сентября 2013 | Лас-Вегас, США         | Хард     | Коко Вандевеге       | 5-7 6-3 6-3    |

#### Поражения (3)
| №  | Дата            | Турнир               | Покрытие | Соперница в финале         | Счёт           |
| 1. | 25 февраля 2008 | Форт-Уолтон-Бич, США | Хард     | Барбора Заглавова-Стрыцова | 3-6 7-5 6-7(5) |
| 2. | 14 ноября 2010  | Финикс, США          | Хард(i)  | Варвара Лепченко           | 3-6 6-7(5)     |
| 3. | 20 июля 2014    | Карсон, США          | Хард     | Николь Гиббс               | 4-6 4-6        |

### Финалы турнировITFв парном разряде (6)

#### Победы (1)
| №  | Дата             | Турнир          | Покрытие | Партнёрша  | Соперницы в финале       | Счёт    |
| 1. | 21 сентября 2014 | Альбукерке, США | Хард     | Джан Абаза | Николь Мелихар Элли Уилл | 6-2 6-3 |

#### Поражения (5)
| №  | Дата             | Турнир          | Покрытие | Партнёрша         | Соперницы в финале               | Счёт              |
| 1. | 21 июля 2008     | Лексингтон, США | Хард     | Линдсей Ли-Уотерс | Чжань Цзиньвэй Кимберли Куц      | 6-2 3-6 [8-10]    |
| 2. | 25 сентября 2011 | Альбукерке, США | Хард     | Грейс Мин         | Алекса Глатч Эйжа Мухаммад       | 6-4 3-6 [2-10]    |
| 3. | 2 октября 2011   | Лас-Вегас, США  | Хард     | Варвара Лепченко  | Алекса Глатч Машона Вашингтон    | 4-6 2-6           |
| 4. | 22 сентября 2013 | Альбукерке, США | Хард     | Тейлор Таунсенд   | Элени Данилиду Коко Вандевеге    | 4-6 6-7(2)        |
| 5. | 3 ноября 2013    | Торонто, Канада | Хард(i)  | Джессика Пегула   | Франсуаза Абанда Виктория Дюваль | 6-7(5) 6-2 [9-11] |

### Финалы турниров Большого шлема в смешанном парном разряде (1)

#### Победы (1)
| №  | Год  | Турнир  | Покрытие | Партнёр  | Соперники в финале         | Счёт              |
| 1. | 2011 | US Open | Хард     | Джек Сок | Хисела Дулко Эдуардо Шванк | 7-6(4) 4-6 [10-8] |

### Финалы командных турниров (2)

#### Поражения (2)
| №  | Год  | Турнир          | Команда                                 | Соперник в финале                             | Счёт в финале |
| 1. | 2009 | Кубок Федерации | США А.Глатч,М.Уден,Л.Хубер,В.Кинг       | Италия Ф.Пеннетта,Ф.Скьявоне,Р.Винчи,С.Эррани | 0-4           |
| 2. | 2010 | Кубок Федерации | США К.Вандевеге, М.Уден, Б.Маттек-Сандс | Италия Ф.Пеннетта, Ф.Скьявоне                 | 1-3           |

## История выступлений на турнирах
По состоянию на 21 июля 2014 года
Для того, чтобы предотвратить неразбериху и удваивание счета, информация в этой таблице корректируется только по окончании участия там данного игрока.
| Турнир                 | 2007  | 2008  | 2009  | 2010  | 2011  | 2012  | 2013  | 2014  | Итог   | В/П за карьеру |
| ---------------------- | ----- | ----- | ----- | ----- | ----- | ----- | ----- | ----- | ------ | -------------- |
| Турниры Большого Шлема |       |       |       |       |       |       |       |       |        |                |
| Australian Open        | -     | -     | 1Р    | 1Р    | 1Р    | К     | 1Р    | -     | 0 / 5  | 3-5            |
| Roland Garros          | -     | -     | К     | 1Р    | 1Р    | 2Р    | 2Р    | К     | 0 / 6  | 3-6            |
| Уимблдон               | -     | -     | 4Р    | 2Р    | 1Р    | 1Р    | 1Р    | К     | 0 / 6  | 9-6            |
| US Open                | К     | 1Р    | 1/4   | 2Р    | 1Р    | 1Р    | К     |       | 0 / 7  | 6-7            |
| Итог                   | 0 / 1 | 0 / 1 | 0 / 4 | 0 / 4 | 0 / 4 | 0 / 4 | 0 / 4 | 0 / 2 | 0 / 24 |                |
| В/П в сезоне           | 1-1   | 0-1   | 13-4  | 2-4   | 0-4   | 1-4   | 1-4   | 3-2   |        | 21-24          |

К — проигрыш в квалификационном турнире.